# Francesca Piñón i Peña
Francesca Piñón i Peña (nascuda un 27 de març, Dia Mundial del Teatre) és una actriu catalana de teatre, cinema i televisió, i també directora teatral.
A la televisió és coneguda principalment per les sèries La memòria dels Cargols, El cor de la ciutat, Amar en tiempos revueltos, Kubala, Moreno i Manchón i El ministerio del tiempo, tot i que també ha treballat en pel·lícules com El perfum: història d'un assassí, Incerta glòria, La vida sense la Sara Amat i La vampira de Barcelona. Ha actuat dalt dels escenaris en obres tant de teatre clàssic (El caballero de Olmedo, Fedra, El baile...) com amb companyies com La Fura dels Baus, Dagoll Dagom o La Cubana, i també ha dirigit actrius en monòlegs i a La dona trencada.
El 1998 va rebre el Premi de la Crítica de Barcelona pel muntatge Olga sola (de Joan Brossa amb direcció de Rosa Novell), i el 2009 el Premi a la millor actriu en el Festival de Cinema d'Islantilla i el Premi a la millor interpretació al Festival Internacional de Cinema Independent d'Elx pel curtmetratge Turismo, de Mercè Sampietro.

## Biografia
De jove, els seus pares la van apuntar a fer teatre per a superar la seva extrema timidesa i ajudar-la a relacionar-se més fàcilment. Ella, que volia ser escriptora o pintora, va encarregar-se de les escenografies i el vestuari, fins que un dia va haver de substituir una de les actrius a l'escenari. Va trobar en el teatre el seu «refugi», i ja mai més no en va sortir.
S'inicià en el món de la interpretació als 16 ó 17 anys i va estudiar Art Dramàtic a l'Institut del Teatre de Barcelona. En acabar, va actuar a l'obra Minim.mal Show (1986), de Miquel Górriz i Sergi Belbel, amb qui ha treballat també als espectacles L'avar, Morir, Dissabte, diumenge i dilluns, Madre (el drama padre), Primera plana i El baile.
Des dels seus inicis ha estat molt interessada a «experimentar i fer coses molt diferents». Per ella, la interpretació és com «un joc on poder viure altres vides», se sent «molt orgullosa» de la seva carrera i la fa feliç ser, com es considera, una «obrera del teatre». Professionalment, considera que el seu «repte està en la direcció» i lluita contra la «preocupant realitat» que afecta les actrius de més de cinquanta anys d'edat i que les condemna a ser sempre «mares, monges,... Estem "al servei de". No ens escriuen una obra per a nosaltres, un personatge interessant. I això que és la millor edat, per l'experiència adquirida».
Va estar a punt d'interpretar a Barcelona My Name Is Rachel Corrie, d'Alan Rickman, però finalment va desestimar l'oferta perquè preferia ser dirigida per Rickman, a qui li unia una estreta amistat des que van coincidir a El perfum: història d'un assassí.
La lectura ha estat sempre una de les seves grans passions: als 12 anys d'edat llegia obres d'Honoré de Balzac i Fiódor Dostoievski, i assegura que no se'n va a dormir fins que no ha llegit com a mínim un poema. William Shakespeare és un dels seus autors preferits. Té altres aficions, com fer punt o la pintura, malgrat en els darrers anys ha quedat relegada per la seva atracció per les pedres semiprecioses i per fer peces de joieria en plata.

## Filmografia
| Any       | Títol                                                                        | Personatge                       | Mitjà                  | Notes |
| --------- | ---------------------------------------------------------------------------- | -------------------------------- | ---------------------- | --- |
| 1988      | L'alfabet                                                                    |                                  | sèrie de televisió     | 1 episodi |
| 1988      | Daniya, el jardí de l'harem (Daniya, jardín del harem)                       |                                  | pel·lícula             | |
| 1989      | Verònica L. Una dona al meu jardí                                            |                                  | pel·lícula             | |
| 1990      | Qui?                                                                         | Sílvia / atracadora              | sèrie de televisió     | 2 episodis |
| 1992      | Teresina S.A.                                                                |                                  | sèrie de televisió     | 2 episodis |
| 1994      | Poblenou                                                                     | Paquita                          | sèrie de televisió     | 2 episodis |
| 1995      | Secrets de família                                                           | Raquel                           | sèrie de televisió     | 2 episodis |
| 1995      | Estació d'enllaç                                                             | Conxita                          | sèrie de televisió     | 1 episodi |
| 1997      | Per a què serveix un marit?                                                  | Perruquera 2 / Amanda            | sèrie de televisió     | 2 episodis |
| 1997      | El show de la Diana                                                          | clienta / mare gos               | sèrie de televisió     | 3 episodis |
| 1997      | El joc de viure                                                              | Marisa                           | sèrie de televisió     | |
| 1999      | La memòria dels Cargols                                                      | Constança                        | sèrie de televisió     | |
| 2001      | Plats bruts                                                                  | Maria Dolors                     | sèrie de televisió     | 1 episodi |
| 2001      | El paraíso ya no es lo que era                                               | Fermina                          | pel·lícula             | |
| 2001-2002 | Des del balcó                                                                | Lluïsa                           | sèrie de televisió     | |
| 2002      | Majoria absoluta                                                             | recepcionista immobiliària       | sèrie de televisió     | 3 episodis |
| 2002      | Psico express                                                                |                                  | sèrie de televisió     | 1 episodi |
| 2003      | Platillos volantes                                                           | veïna 2                          | pel·lícula             | |
| 2003      | La Mari                                                                      | Hermana Celeste                  | minisèrie de televisió | |
| 2003      | Jet Lag                                                                      | dona policia                     | sèrie de televisió     | 1 episodi |
| 2004      | Sévigné                                                                      | Romy Sallés                      | pel·lícula             | |
| 2005      | L'un per l'altre                                                             | Tutusaus                         | sèrie de televisió     | 1 episodi |
| 2006      | Camping                                                                      | Antonia Garcés                   | telefilm               | |
| 2006      | El perfum: història d'un assassí (Das Parfum - Die Geschichte eines Mörders) | dona del propietari de la posada | pel·lícula             | |
| 2006-2007 | El cor de la ciutat                                                          | Virgínia                         | sèrie de televisió     | |
| 2007      | Fuerte Apache                                                                |                                  | pel·lícula             | |
| 2008      | Turismo                                                                      | Dona amb l'ull tapat             | curtmetratge           | Premi a la millor actriu en el Festival de Cinema d'Islantilla Premi a la millor interpretació al Festival Internacional de Cinema Independent d'Elx |
| 2008      | Sing for Darfur                                                              |                                  | pel·lícula             | |
| 2009      | La Mari 2                                                                    | Hermana Celeste                  | sèrie de televisió     | |
| 2010      | La Riera                                                                     | Psicòloga                        | sèrie de televisió     | 3 episodis |
| 2010-2011 | Amar en tiempos revueltos                                                    | Pilar                            | sèrie de televisió     | |
| 2011-2014 | Kubala, Moreno i Manchón                                                     | Marga                            | sèrie de televisió     | |
| 2012      | Insensibles                                                                  | Infermera veterana               | pel·lícula             | |
| 2012      | Mentiders                                                                    |                                  | pel·lícula             | [ 5 ] |
| 2014      | La que se avecina                                                            | jutgessa                         | sèrie de televisió     | 2 episodis |
| 2015      | Paco Candel, l'altre català                                                  | La Coné                          | telefilm documental    | |
| 2015      | 13 dies d'octubre                                                            | Neus Companys                    | telefilm               | |
| 2015      | El testament de la Rosa                                                      | ella mateixa                     | documental             | [ 6 ] |
| 2015-2020 | El ministerio del tiempo                                                     | Angustias                        | sèrie de televisió     | |
| 2016      | Tiempo de confesiones                                                        | Angustias                        | sèrie de televisió     | |
| 2017      | Incerta glòria                                                               | esposa alcalde nacional          | pel·lícula             | |
| 2019      | La vida sense la Sara Amat                                                   |                                  | pel·lícula             | |
| 2019-2020 | Cuéntame cómo pasó                                                           | Sor Teresa                       | sèrie de televisió     | 2 episodis |
| 2020      | Las niñas                                                                    | Madre Consuelo                   | pel·lícula             | |
| 2020      | La fiesta no es para feos                                                    | Neus Ferrer                      | pel·lícula             | |
| 2020      | La vampira de Barcelona                                                      | Sor Engracia                     | pel·lícula             | |
| 2022      | Fácil                                                                        |                                  | sèrie de televisió     | |
| 2022      | Sis nits d'agost                                                             | Núria Roig                       | telefilm               | en filmació |

## Teatre
| Any       | Títol                                  | Teatre                                                                                               | Dramatúrgia / Text                                        | Direcció                        | Notes                                          |
| --------- | -------------------------------------- | --- | --------------------------------------------------------- | ------------------------------- | ---------------------------------------------- |
| 1988      | Minim.mal Show                         | Teatre Romea (Barcelona)                                                                             | Miquel Górriz i Sergi Belbel                              | Sergi Belbel                    | [ 7 ]                                          |
| 1990      | Quatre dones i el sol                  | Teatre Romea (Barcelona)                                                                             | Jordi Pere Cerdà                                          | Ramon Simó                      | [ 8 ]                                          |
| 1994      | Tres dones: un poema per a tres veus   | Sala Beckett (Barcelona)                                                                             | Sylvia Plath (text)                                       | Calixto Bieito                  | lectura dramatitzada                           |
| 1994      | A la meta                              | Teatre Adrià Gual (Barcelona)                                                                        | Thomas Bernhard                                           | Xavier Albertí                  | [ 10 ]                                         |
| 1996-1997 | L'avar                                 | Centre Cultural de la Caixa de Terrassa Centre Cultural de Sant Cugat Teatre Conservatori de Manresa | Molière                                                   | Sergi Belbel                    | [ 11 ]                                         |
| 1998      | Olga sola                              | La Seca (Barcelona)                                                                                  | Joan Brossa                                               | Rosa Novell                     | Premi de la Crítica de Barcelona               |
| 1998      | Morir                                  | Centre Dramàtic de la Generalitat de Catalunya                                                       | Sergi Belbel                                              | Sergi Belbel                    | [ 14 ]                                         |
| 2000      | La confessió o l'esca del pecat        | Espai Escènic Joan Brossa (Barcelona)                                                                | Josep Palau i Fabre                                       | Hermann Bonnín                  | [ 15 ]                                         |
| 2000      | La plaça dels herois                   | TNC (Barcelona)                                                                                      | Thomas Bernhard                                           | Ariel García Valdés             | [ 16 ]                                         |
| 2001      | La dona incompleta                     | Sala Beckett (Barcelona)                                                                             | David Plana                                               | Sergi Belbel                    | [ 17 ]                                         |
| 2001      | Madre (el drama padre)                 | Teatro La Latina i CDN (Madrid)                                                                      | Jardiel Poncela                                           | Sergi Belbel                    | [ 18 ] [ 19 ]                                  |
| 2002      | Fedra                                  | Festival Grec de Barcelona                                                                           | Jean Racine                                               | Joan Ollé                       | [ 20 ]                                         |
| 2003      | Primera plana                          | TNC (Barcelona)                                                                                      | Text de Ben Hecht i Charles MacArthur                     | Sergi Belbel                    | [ 21 ]                                         |
| 2004      | Dissabte, diumenge i dilluns           | TNC (Barcelona)                                                                                      | Eduardo De Filippo                                        | Sergi Belbel                    | [ 22 ] [ 23 ]                                  |
| 2005      | Raccord                                | TNC (Barcelona), Teatre Rialto (València)                                                            | Rodolf Sirera                                             | Carme Portaceli                 | [ 24 ] [ 25 ]                                  |
| 2008      | Borís Godunov                          | TNC (Barcelona), Teatro María Guerrero (Madrid)                                                      | David Plana (text); David Plana i Àlex Ollé (dramatúrgia) | David Plana i Àlex Ollé         | Amb La Fura dels Baus                          |
| 2010      | El baile                               | Teatro Valle-Inclán (Madrid)                                                                         | Irène Némirovsky                                          | Sergi Belbel                    | Premi Butaca a la millor actriu de repartiment |
| 2013      | Atraco, paliza y muerte en Agbanäspach | TNC (Barcelona)                                                                                      | Marcel Borràs i Nao Albet                                 | Marcel Borràs i Nao Albet       | [ 30 ]                                         |
| 2014      | El caballero de Olmedo                 | Teatre Lliure (Barcelona)                                                                            | Lope de Vega                                              | Lluís Pasqual                   | [ 31 ]                                         |
| 2016      | A teatro con Eduardo                   | Teatre Lliure (Barcelona)                                                                            | Eduardo De Filippo                                        | Lluís Pasqual                   | [ 32 ]                                         |
| 2018      | El ángel exterminador                  | Teatro Español (Madrid)                                                                              | Luis Buñuel (text); Fernando Sansegundo (dramatúrgia)     | Blanca Portillo                 | [ 33 ]                                         |
| 2018      | L'omissió de la família Coleman        | Teatre Romea (Barcelona)                                                                             | Claudio Tolcachir                                         | Claudio Tolcachir               | [ 34 ]                                         |
| 2018      | Carola                                 | Teatre La Gleva (Barcelona)                                                                          | Maria Aurèlia Capmany (text)                              | Francesca Piñón                 | [ 35 ]                                         |
| 2019      | La agente literaria                    | Royal Hideway Hotel (Formentor)                                                                      | Sergio Vila-Sanjuán                                       | Manel Dueso                     | [ 36 ]                                         |
| 2019      | Èxit                                   | Aquitània Teatre i Eixample Teatre (Barcelona)                                                       | Agustí Franch                                             | Agustí Franch i Òscar Contreras | [ 37 ] [ 38 ]                                  |
| 2020      | La dona trencada                       | TNC (Barcelona)                                                                                      | Simone de Beauvoir (text)                                 | Francesca Piñón                 | Espai: Francesca Piñón                         |
| 2021      | Atraco, paliza y muerte en Agbanäspach | Teatro María Guerrero (Madrid)                                                                       | Marcel Borràs i Nao Albet                                 | Marcel Borràs i Nao Albet       | [ 41 ]                                         |
| 2021      | La dona trencada                       | Sala Atrium (Barcelona)                                                                              | Simone de Beauvoir (text)                                 | Francesca Piñón                 | Espai: Francesca Piñón                         |
| 2021      | L'habitació blanca                     | Sala Flyhard (Barcelona)                                                                             | Josep Maria Miró                                          | Lautaro Perotti                 | [ 43 ] [ 44 ]                                  |
| 2022      | Crim i càstig                          | Teatre Lliure (Barcelona)                                                                            | Fiódor Dostoievski (text); Pau Carrió (dramatúrgia)       | Pau Carrió                      | [ 45 ]                                         |